# ستيوارت إف. ريد
ستيوارت إف. ريد هو محامي وسياسي أمريكي، ولد في 8 يناير 1866 في فيلبي في الولايات المتحدة، وتوفي في 4 يوليو 1935. نشط حزبياً في الحزب الجمهوري. وقد انتخب عضو مجلس ولاية فيرجينيا الغربية ‏ وانتخب عضو مجلس النواب الأمريكي ‏.